# Neuhausen am Rheinfall
Neuhausen am Rheinfall är en ort och kommun i kantonen Schaffhausen i Schweiz. Kommunen har 11 213 invånare (2023). Fram till år 1938 var kommunens officiella namn enbart Neuhausen.
Kommunen gränsar i söder mot Tyskland och i norr mot Schaffhausen. Neuhausen är känd för Rhenfallet.
En majoritet (79,6 %) av invånarna är tyskspråkiga (2014). En italienskspråkig minoritet på 3,8 % bor i kommunen. 26,0 % är katoliker, 25,3 % är reformert kristna och 48,7 % tillhör en annan trosinriktning eller saknar en religiös tillhörighet (2014).